# Ръка
 Тази статия е за горния крайник на тялото.  За хорото вижте Ръка (хоро).  
Ръката (на латински: manus) е анатомичната част от горния крайник, простираща се от китката до върха на пръстите. В много случаи под „ръка“ се има предвид целия горен крайник на човека.
При много бозайници и други животни предните или горните крайници са оформени като лапи със специфични нокти, при животните тези крайници не се наричат ръце.

## Анатомична структура
Анатомична костна структура:
В състава на ръката влизат 27 кости, образуващи трите ѝ основни части – китка, длан и пръсти:
- китка – изградена от 8 малки с разнообразна форма кости, разположени в две редици по 4. Чрез лъчево-китковата става първата редица от тях се свързва с костите на предлакетната става, а после и предмишницата. Втората редица се свързва чрез няколко отделни стави с костите на дланта. Костите на китката са свързани помежду си чрез няколко стави.
- длан – включва 5 метакарпални кости, които се разполагат между костите на китката и до основата на всеки един от петте пръста на ръката.
- пръсти – с изключение на палеца, всички останали пръсти се състоят от 3 кости, наречени фаланги. Най-близката до дланта фаланга се нарича проксимална фаланга и се свързва със следващата (средна) фаланга чрез проксимална интерфалангеална става. Средната фаланга се свързва с последната (дистална) фаланга чрез дистална интерфалангеална става. Палецът е съставен от 2 фаланги, които се свързват помежду си с една става.
- нокти на пръстите – ноктите са предпазна, предпазваща част от пръстите, това е и причината с пръсти и с ръка да се внимава и използване внимателно на пръстите, тъй като ноктите при хората не са така здрави като при животните.

## Физиологична функционалност
Ръцете са пригодени за прихващане на предмети, като сечива, с усложняване на движенията и на самите предмети, движенията извършвани от хората с ръцете стават по-сложни, както и културата на тяхното поведение при използване на ръцете им.